# 水渡河駅
水渡河駅（すいとがえき）は、中華人民共和国湖南省長沙市天心区にある5号線の駅である。

## 駅構造
- 1号線：島式ホーム1面

## 駅周辺
- 蟠竜路
- 高沙坪
- 石子舗
- 水渡河農産品市場
- 湖南工程職業技術学院